# Josef Kmínek
Josef Kmínek (27. března 1909 Vysoké Veselí – 8. srpna 1952 Pankrácká věznice, Praha) byl český kovář a člen Sboru národní bezpečnosti. V roce 1951 byl v politickém procesu odsouzen k trestu smrti. Popraven byl v roce 1952.

## Životopis
Narodil se 27. března 1909 do nemajetné rodiny jako jedno z šesti dětí rodičů dělníků. V roce 1910 se rodina přestěhovala rodina do obce Chotělice (dnes součást obce Smidary). V obci Kmínek vystudoval obecnou školu. Ve Smidarech se poté vyučil kovářem, do nástupu na povinnou vojenskou službu v roce 1929 v obci jako kovář pracoval. Vojenskou službu zakončil na pozici svobodníka. Po návratu z vojenské služby začal v lednu 1932 pracovat na velitelství policie na Praze 9 jako člen sboru uniformované stráže bezpečnosti. Téhož roku se oženil s Josefou Čapkovou a v roce 1935 se páru narodila dcera Zdeňka. V roce 1945 začal působit u Sboru národní bezpečnosti, i nadále s působištěm na Praze 9. Téhož roku vstoupil do Komunistické strany Československa. Krátce před zadržením byl předsedou Útvarové organizace při Obvodním velitelství na Praze 9, obdržet měl také Řád 25. února III. stupně.

### Zatčení a soudní proces
Dne 29. září 1951 krátce před polednem byl náhle zatčen. Strážmistr Sboru národní bezpečnosti Karel Strmiska, zatčený o deset dní dříve, totiž zmínil jeho jméno během brutálních výslechů. Sám Kmínek se po zatčení přiznal, že se během léta 1951 od Strmisky dozvěděl, že je členem skupiny protikomunistického odboje, a přislíbil mu, že se do skupiny také sám přidá. V průběhu října 1951 mu byla odebrána hodnost u Sboru národní bezpečnosti a k 31. říjnu 1951 mu byl ukončen pracovní poměr. V prosinci 1951 byl za trestné činy velezrady a vyzvědačství v politickém procesu společně se Strmiskou a policistou Jozefem Macejem odsouzen k trestu smrti. Dalších jedenáct osob bylo v procesu odsouzeno k trestům odnětí svobody v různé výši, tři z nich k trestu doživotnímu. Popraven byl 8. srpna 1952 na nádvoří pankrácké věznice.
V roce 1965 byla urna s jeho ostatky tajně pohřbena do společného hrobu na Motolském hřbitově. Zde bylo 20. května 2000 slavnostně otevřeno a vysvěceno Čestné pohřebiště politických vězňů. Jméno Josefa Kmínka je uvedeno na jedné (umístěné vlevo) ze dvou šedých mramorových desek instalovaných v roce 2012.
Na Čestném pohřebišti III. odboje na Ďáblickém hřbitově se nachází jeho symbolický hrob. Tamní symbolické náhrobky odkazují na zemřelé politické vězně bez ohledu na jejich skutečné místo pohřbení.

## Připomínky
- Jeho jméno je uvedeno na pamětní desce popraveným příslušníkům Sboru národní bezpečnosti umístěné na fasádě v podloubí před vstupem do budovy Policejního prezidia České republiky na adrese Strojnická 935/27, 170 89 Praha 7 – Holešovice.[11][12]
- Jeho jméno "KMÍNEK JOSEF 27. 3. 1909 - 8. 8. 1952" je uvedeno na Pomníku Miladě Horákové a Obětem komunismu v Praze 4 - Nuslích na Náměstí Hrdinů, u stanice metra Pražského povstání, před Vrchním soudem v Praze a Vrchním státním zastupitelstvím v Praze.[13]
- Jeho jméno "Josef Kmínek * 27. 3. 1909 + 8. 8. 1952" je uvedeno na desce v řadě 35 na Čestném pohřebišti popravených a umučených z 50. let (III. odboj) na Ďáblickém hřbitově.[14]
- Jeho jméno "JOSEF KMÍNEK, NAR. 27. 3. 1909, POPRAVEN 8. 8. 1952 V PRAZE" je na mramorové desce vlevo na Čestném pohřebišti politických vězňů na Motolském hřbitově.[15]

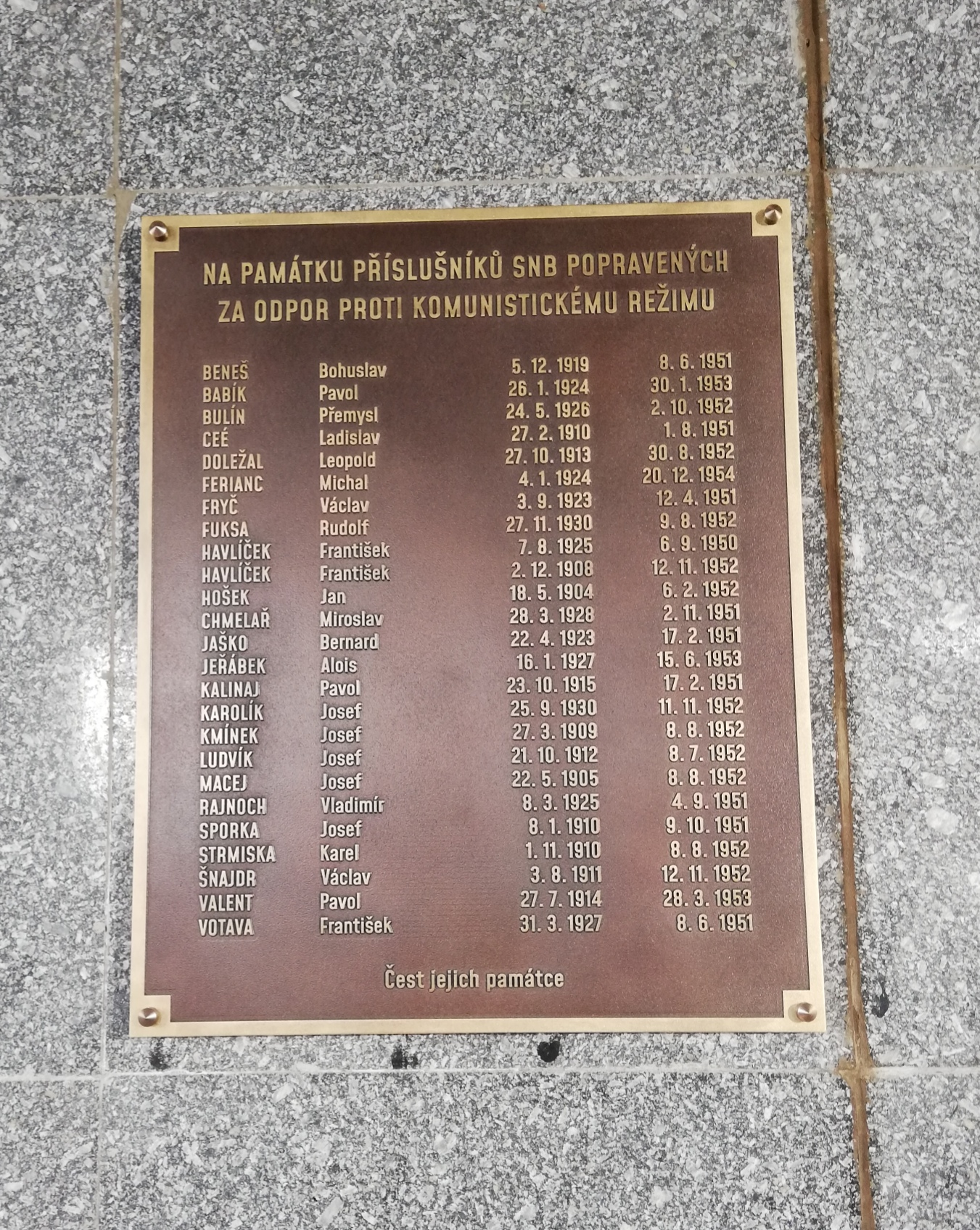
Pamětní deska popraveným příslušníkům Sboru národní bezpečnosti se jménem Josefa Kmínka v pražských Holešovicích
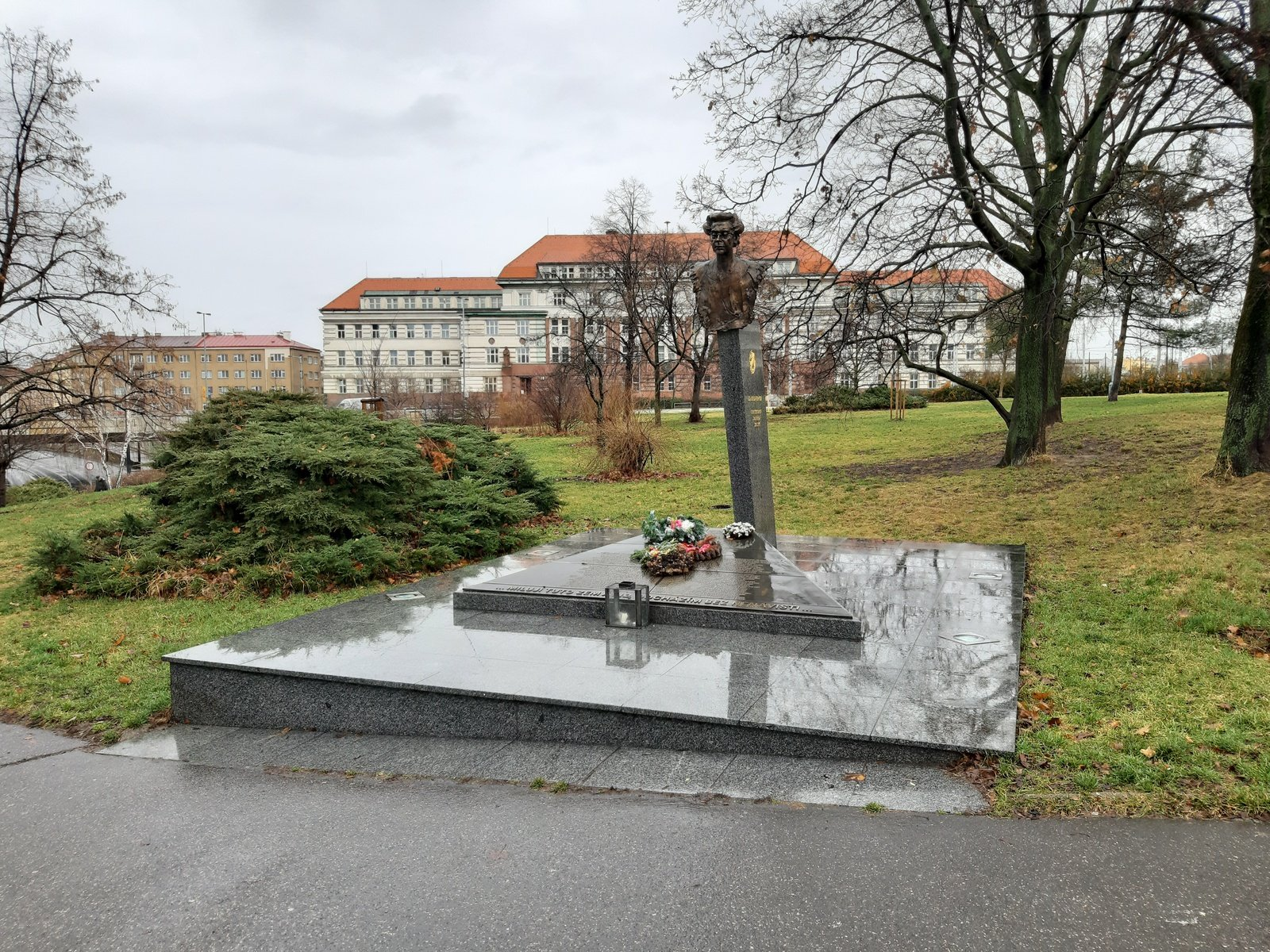
Pomník na náměstí Hrdinů v Praze 4 - Nuslích
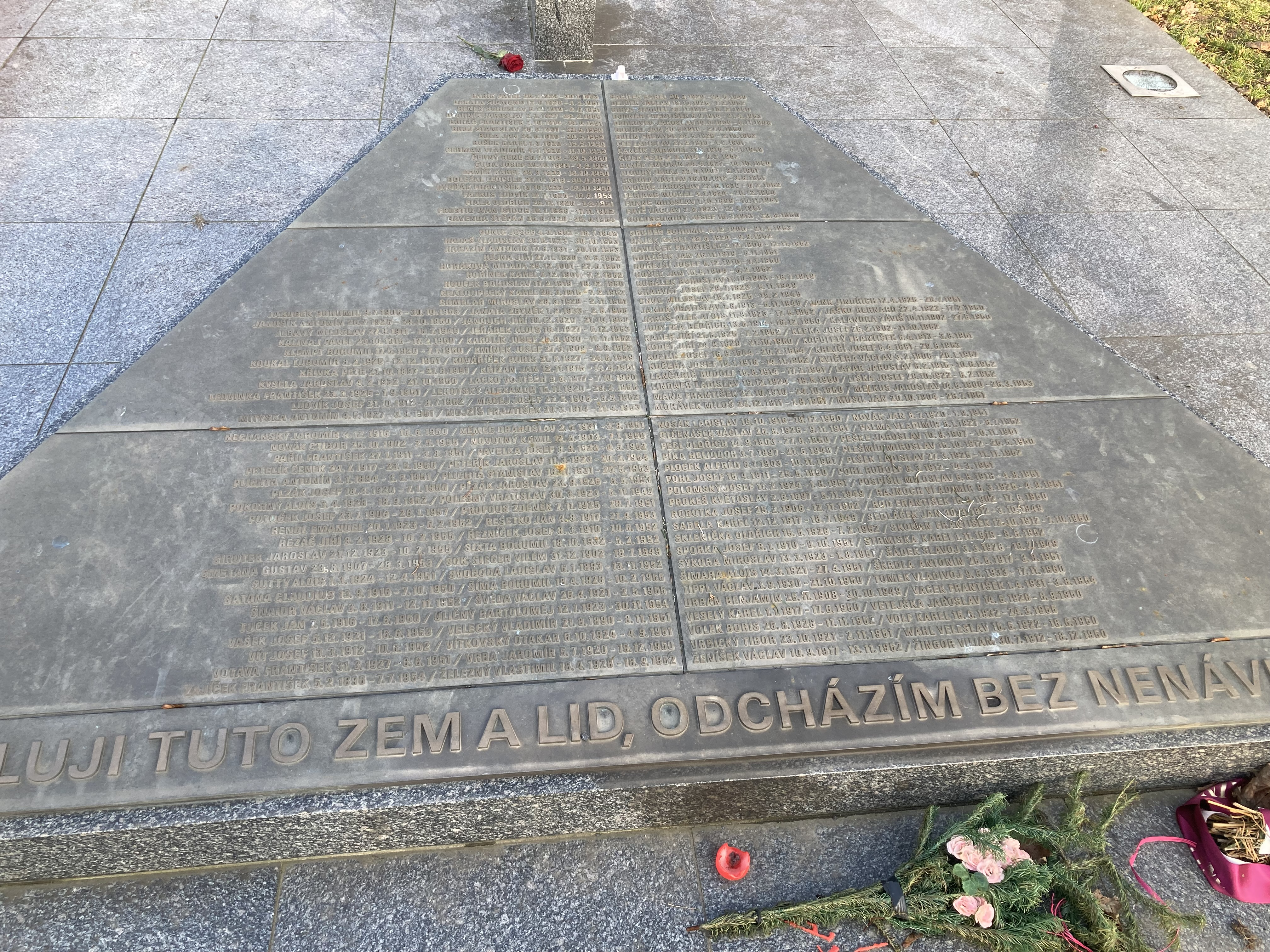
Seznam obětí komunismu se jménem Josefa Kmínka na pomníku na náměstí Hrdinů v Praze 4 - Nuslích
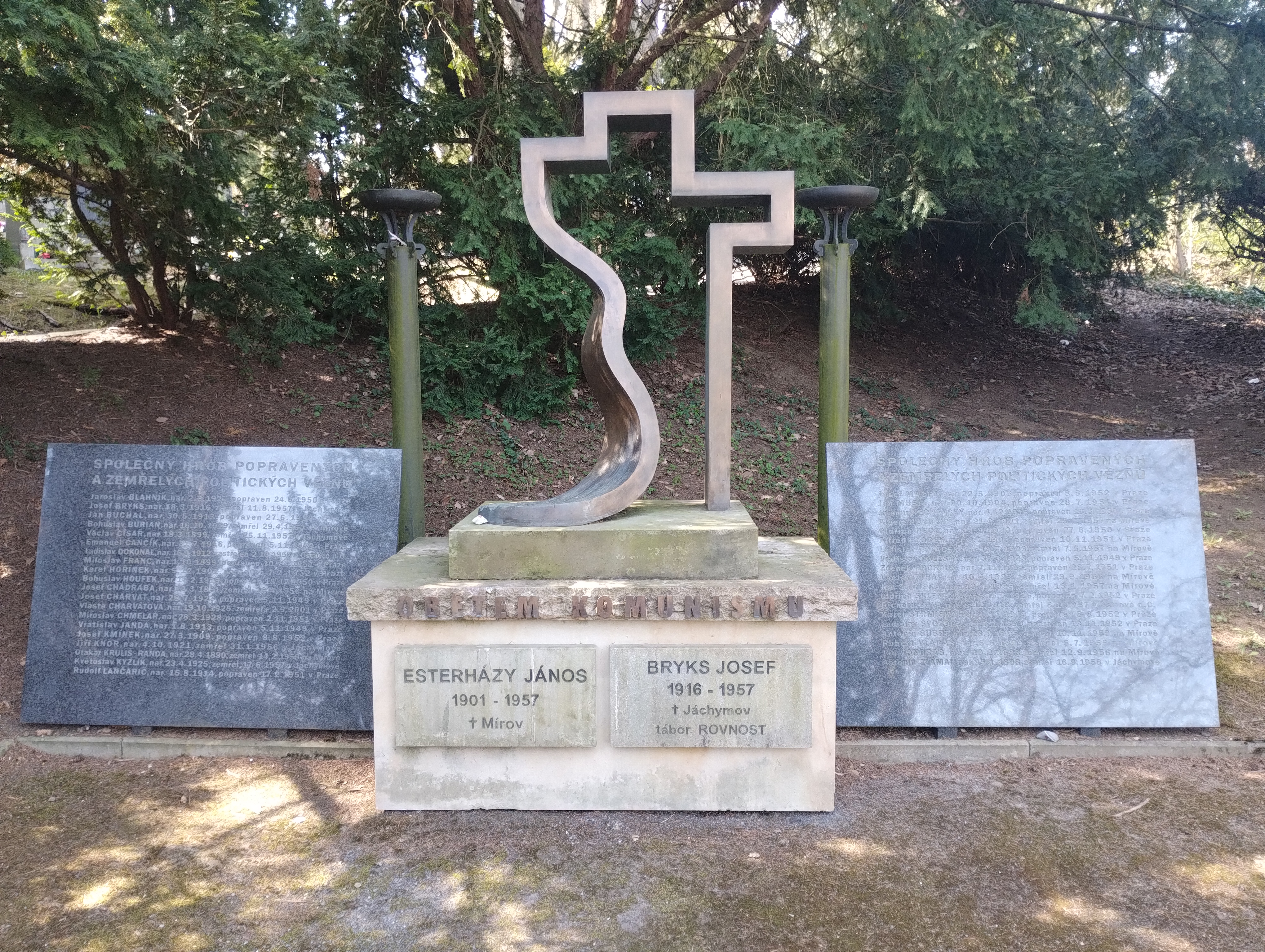
Památník na Čestném pohřebišti politických vězňů, Motolský hřbitov
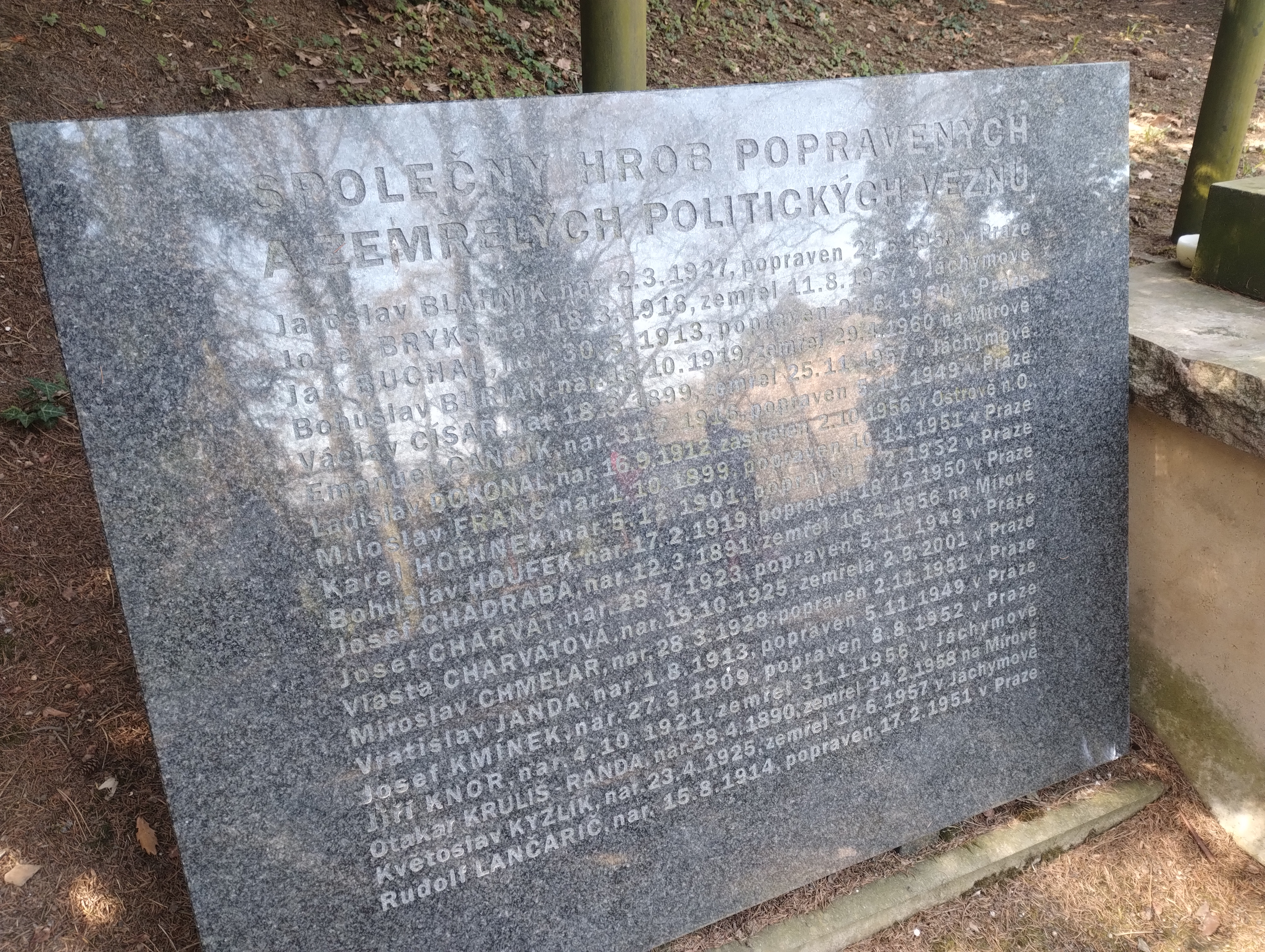
Památník na Čestném pohřebišti politických vězňů, deska vlevo se jménem Josefa Kmínka, Motolský hřbitov
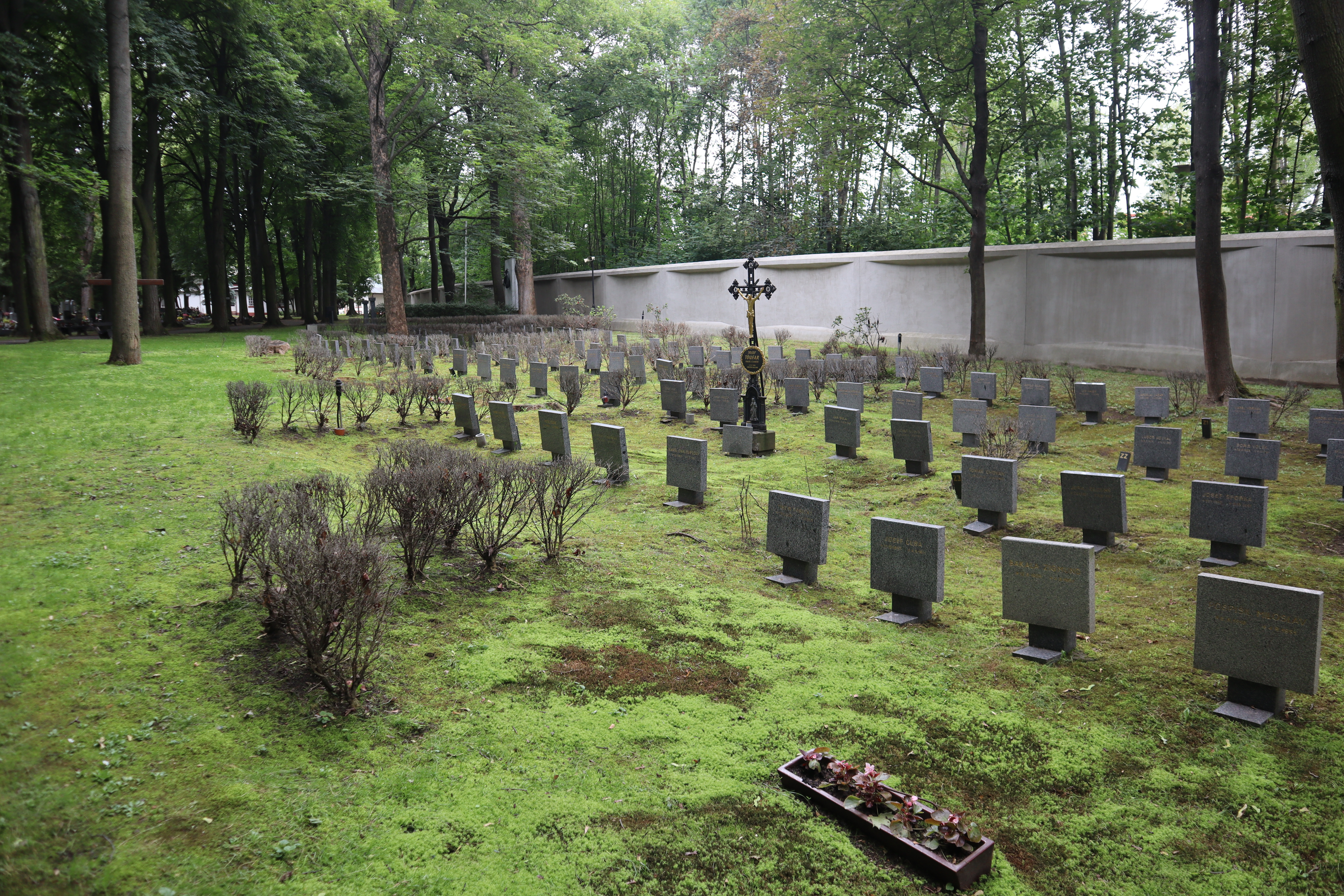
Čestné pohřebiště popravených a umučených z 50. let (III. odboj) na Ďáblickém hřbitově
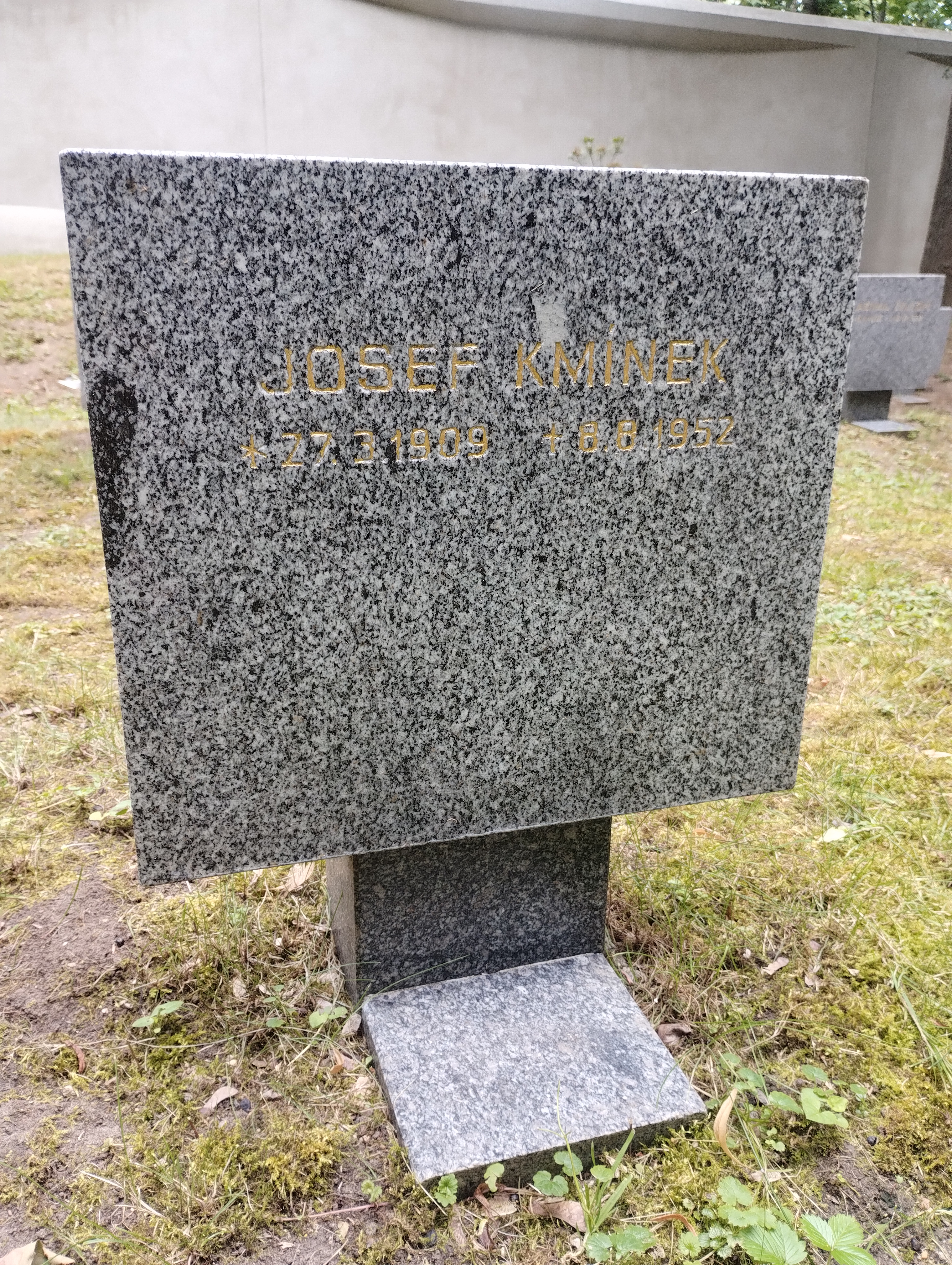
Symbolický náhrobek J. Kmínka na Čestném pohřebišti v Ďáblicích